# 등주부등식
등주부등식(等周不等式, Isoperimetric inequality)은 폐곡선의 둘레와 그 폐곡선이 둘러싸는 영역의 넓이뿐만 아니라 그것의 다양한 일반화에 대한 기하학적 부등식을 의미한다. 길이가 L이고 평면에서 둘러싸는 넓이가 A인 폐곡선은
{\displaystyle 4\pi A\leq L^{2}}
을 만족하며, 곡선이 원일 때 유일하게 등호가 성립한다.
등주문제는 둘레의 길이가 정해진 평면 도형의 최대 넓이가 무엇인지 다룬다.
등주문제와 밀접한 관련이 있는 디도 문제는 한 선분과 그 선분의 양 끝점에서 만나는 곡선으로 이루어진 넓이가 최대인 도형에 관한 내용이다. 디도문제는 카르타고를 세운 사람이자 첫 번째 여왕인 디도의 이름을 따서 지어졌다.
등주문제에 대한 해답은 원이며 이 답은 고대 그리스 시대부터 이미 알려져 있었다. 그러나 등주문제에 대한 최초의 엄격한 수학적 증명은 19세기가 되어서나 가능했다.
등주문제는 표면 위의 곡선이나 고차원 공간에서의 영역 등 다양한 방면으로 확장된다. 등주문제를 삼차원에서 가장 친근하게 물리적으로 적용한 예는 물방울 모양이다. 다시 말해, 물방울은 전형적으로 균형이 잡힌 둥근 모양이 되도록 만들어진다. 물방울 속 물의 양이 정해져있기 때문에, 장력은 물방울을 표면적을 적게 하는 방향으로 작용하고, 이것이 바로 구가 된다.

## 평면에서의 등주문제

만약 어떤 영역이 볼록하지 않다면 "오목"한 부분은 둘레를 일정하게 유지하면서 영역의 넓이를 증가시키기 위해"" 뒤집어질"" 수 있다.

둘레의 길이를 일정하게 유지하지만 넓이를 증가시키면서 길게 늘어진 모양은 더 둥글게 만들어질 수 있다.

전형적인 등주문제는 고대서부터 시작된다. 등주문제는 다음과 같이 표현된다. ‘평면 위의 모든 둘레의 길이가 일정한 폐곡선들 중 어떤 곡선이 (만약 존재한다면) 둘러싸인 영역의 넓이가 최대가 되게 하는가?’ 이 문제는 ‘평면 위의 모든 둘러싸인 영역의 넓이가 일정한 폐곡선들 중 어떤 곡선이 (만약 존재한다면) 둘레의 길이를 최소가 되게 하는가?’의 문제와 같다고 볼 수 있다.
이 문제는 개념 상 물리학에서의 최소 작용의 원리와 관련되어 있다. 그래서 등주문제는 최소 노력으로 최대 면적을 둘러싸는 작용의 원리는 무엇인지에 대한 질문과 같다고 볼 수 있다. 15세기 철학자이자 과학자인 니콜라우스 쿠자누스 추기경은 세계가 만들어진 방식을 가장 직접적으로 반영했다고 생각한 회전 운동, 즉 원이 만들어지는 방식에 대해 생각했다. 독일의 천문학자이자 점성술사인 요하네스 케플러는 '우주의 신비(Mysterium Cosmographicum-The Sacred Mystery of the Cosmos, 1596)에서 태양계의 형태학을 다루는데 등주의 원칙을 적용했다.
비록 구가 문제의 명백한 해답으로 보이긴 하지만, 이것을 증명하는 것은 생각보다 어렵다. 1838년 스위스 기하학자 제이콥 슈타이너가 슈타이너 대칭을 이용해 등주문제 증명의 해답에 첫 발걸음을 내딛었다. 슈타이너는 만약 해가 존재한다면 그것은 구여야만 한다는 사실을 보였다. 슈타이너의 증명은 이후 몇몇 다른 수학자들에 의해 완성되었다.
슈타이너는 쉽게 이해되는 몇 가지 기하학적 작도로 증명을 시작한다. 예를 들어 완벽하게 볼록하지 않은 어떤 폐곡선은 오목한 부분들이 볼록해지도록 "뒤집으면서" 더 많은 영역을 둘러싸도록 변형될 수 있다는 것을 보일 수 있다. 더 나아가 완벽하게 대칭적이지 않은 폐곡선은 더 많은 영역을 둘러싸도록 "기울어질" 수 있다. 여기서 완벽하게 오목하고 대칭적인 유일한 도형은 구이지만 이러한 사실들이 그 자체로 등주 이론의 엄격한 수학적 증명을 대신하진 않는다.

## 등주 부등식
등주문제는 폐곡선의 길이 L과 어떤 평면 위에서 둘러싸인 영역의 넓이 A에 관한 부등식으로 표현된다. 등주부등식은
로 쓸 수 있으며, 원일 때 유일하게 등호가 성립한다. 물론 반지름 R인 원판의 넓이는 πR2이고 원의 둘레는 2πR이어서 등호가 성립할 때 부등식의 양변은 4π2R2가 된다.
그 이후 등주부등식에 대한 여러 증명들이 발견되었다. 1902년에 후르비츠는 푸리에 급수를 이용한 짧은 증명을 발표했는데, 이것은 임의의 수정 가능한 매끄럽지 않은 곡선에 대한 내용이다. 원과 매끄러운 일반 폐곡선과의 비교를 바탕으로 한 직접적인 증명은 1938년 슈미트에 의해 발견된다. 그는 호 길이 공식, 그린 정리에서 평면 위 영역의 넓이에 대한 표현방법과 코시 슈바르츠 부등식만을 이용한다.
주어진 폐곡선에 대해 등주 지수는 폐곡선의 면적과 폐곡선과 둘레의 길이가 같은 원의 면적의 비로 나타내어진다. 이것은
{\displaystyle Q={\frac {4\pi A}{L^{2}}}}
로 나타내어지고 등주부등식에 따르면 Q ≤ 1 임을 알 수 있다.
정n각형의 등주 지수는
{\displaystyle Q_{n}={\frac {\pi }{n\tan {\tfrac {\pi }{n}}}}}
이다.

## 구에서의 등주 부등식
C를 반지름의 길이가 1인 구 위의 폐곡선이라고 하자. L을 C의 길이라고 하고, A를 C에 의해 둘러싸인 부분의 넓이라고 하자. 구에서의 등주 부등식은
{\displaystyle L^{2}\,\geq \,A(4\pi -A)}
로 표현되고 이 부등식은 곡선이 원일 때 등호가 성립한다.
이 부등식은 폴 레비(1919)에 의해 발견되었는데, 그는 이것을 일반적인 표면과 고차원에서의 등주 부등식으로 확대했다.
더 일반적인 경우 임의의 반지름 R에 대해

{\displaystyle L^{2}\,\geq \,4\pi A-A^{2}/R^{2}}
임이 알려져 있다.

## 삼각형에서의 등주 부등식
둘레의 길이가 p이고 면적이 T인 삼각형에서의 등주부등식은
{\displaystyle p^{2}\geq 12{\sqrt {3}}\cdot T}
를 만족하고, 삼각형이 정삼각형일 때 등호가 성립한다.

## 참고 문헌
- Blaschke and Leichtweiß, Elementare Differentialgeometrie (in German), 5th edition, completely revised by K. Leichtweiß. Die Grundlehren der mathematischen Wissenschaften, Band 1. Springer-Verlag, New York Heidelberg Berlin, 1973 ISBN 0-387-05889-3
- Bollobás, Béla (1986). 《Combinatorics: set systems, hypergraphs, families of vectors, and combinatorial probability》. Cambridge University Press. ISBN 978-0-521-33703-8.
- Burago (2001). “Isoperimetric inequality”. 《Encyclopedia of Mathematics》 (영어). Springer-Verlag. ISBN 978-1-55608-010-4.
- Calabro, Chris (2004). “Harper's Theorem” (PDF). 2011년 2월 8일에 확인함.
- Capogna, Luca; Donatella Danielli; Scott Pauls; Jeremy  Tyson (2007). 《An Introduction to the Heisenberg Group and the Sub-Riemannian Isoperimetric Problem》. Birkhäuser Verlag. ISBN 3-7643-8132-9.
- Fenchel, Werner; Bonnesen, Tommy (1934). 《Theorie der konvexen Körper》. Ergebnisse der Mathematik und ihrer Grenzgebiete 3. Berlin: 1. Verlag von Julius Springer.
- Fenchel, Werner; Bonnesen, Tommy (1987). 《Theory of convex bodies》. Moscow, Idaho: L. Boron, C. Christenson and B. Smith. BCS Associates.
- Federer, Herbert (1969). 《Geometric measure theory》. Springer-Verlag. ISBN 3-540-60656-4..
- Gromov, M.: "Paul Levy's isoperimetric inequality". Appendix C in Metric structures for Riemannian and non-Riemannian spaces. Based on the 1981 French original. With appendices by M. Katz, P. Pansu and S. Semmes. Translated from the French by Sean Michael Bates. Progress in Mathematics, 152. Birkhäuser Boston, Inc., Boston, Massachusetts, 1999.
- Hadwiger, H. (1957), Vorlesungen über Inhalt, Oberfläche und Isoperimetrie (in German), Springer-Verlag, Berlin Göttingen Heidelberg.
- Hoory, Shlomo; Linial, Nathan; Widgerson, Avi (2006). “Expander graphs and their applications” (PDF). 《Bulletin (New series) of the American Mathematical Society》 43 (4): 439–561. doi:10.1090/S0273-0979-06-01126-8.
- Leader, Imre (1991). 〈Discrete isoperimetric inequalities〉. 《Proceedings of Symposia in Applied Mathematics》. 57–80쪽.
- Osserman, Robert (1978). “The isoperimetric inequality”. 《Bull. Amer. Math. Soc.》 84 (6): 1182–1238. doi:10.1090/S0002-9904-1978-14553-4..

## 같이 보기
- 차플리긴 문제